# Фактор-множина
Фа́ктор-множино́ю множини {\displaystyle S} за заданим відношенням еквівалентності ~, називається множина всіх класів еквівалентності множини {\displaystyle S}, утворених цим відношенням.
Позначається {\displaystyle \ S\;/\sim }.
Фактор-множина визначає розбиття множини на підмножини (класи еквівалентності), які попарно не перетинаються.